# Costellazioni cinesi

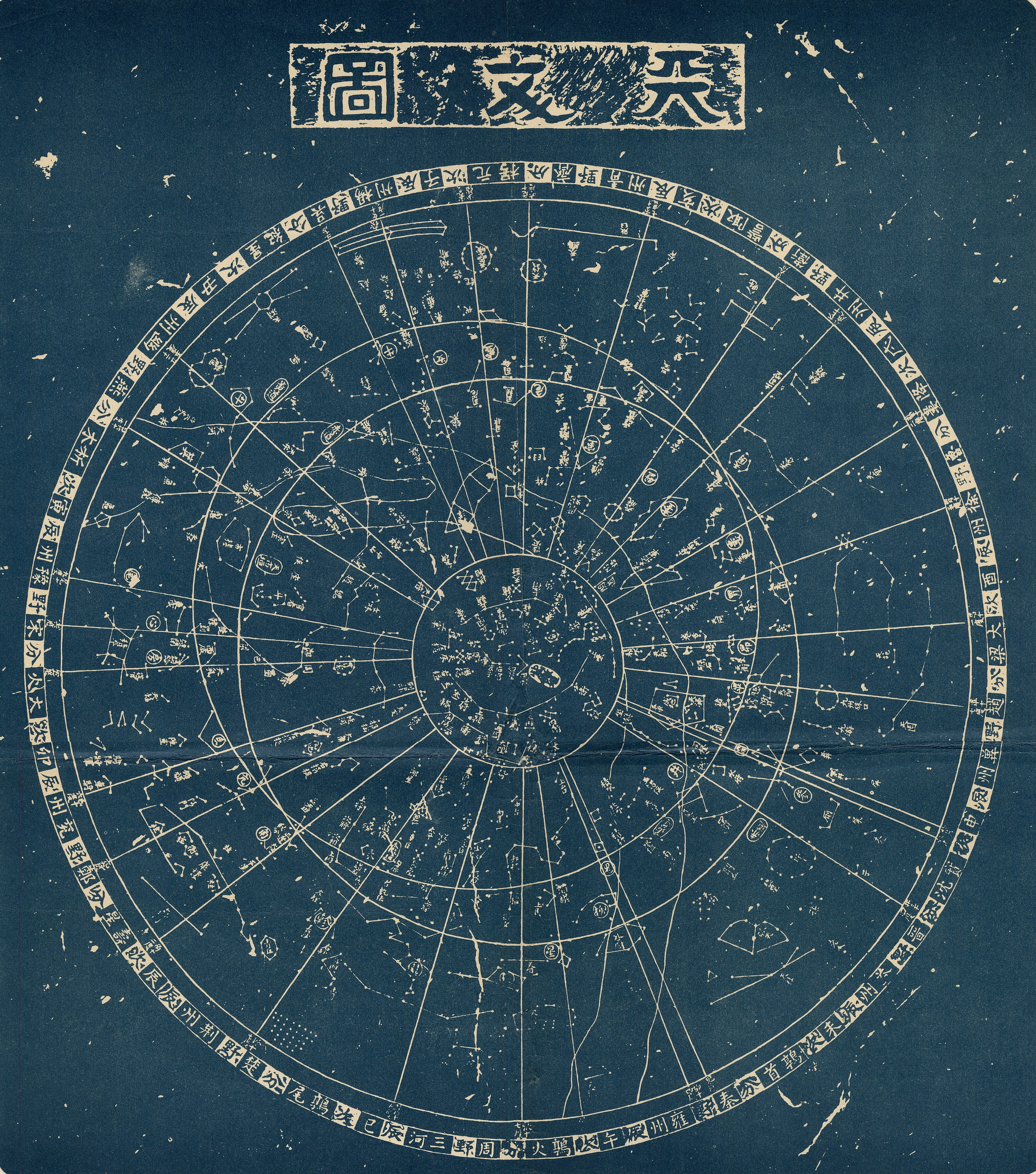
Riproduzione della carta celeste di Suzhou (XIII secolo)

Le costellazioni cinesi differiscono da quelle occidentali a causa dello sviluppo indipendente dell'antica astronomia cinese. Gli antichi cinesi divisero la sfera celeste in modo differente (anche se esistono delle similitudini), mediante asterismi o costellazioni, note come "ufficiali" (cinese 星官, xīng guān).
Gli asterismi cinesi sono generalmente più piccoli delle costellazioni della tradizione ellenistica. Il planisfero di Suzhou della dinastia Song (XIII secolo) mostra un totale di 283 asterismi, che comprendono in tutto 1.565 stelle singole.. Gli asterismi sono divisi in quattro gruppi, le Ventotto Case lungo l'eclittica, e i Tre Recinti del cielo settentrionale. Il cielo meridionale fu aggiunto come un quinto gruppo nella tarda dinastia Ming basandosi sulle carte celesti europee, comprendendo 23 asterismi aggiuntivi.
I Tre Recinti (三垣, Sān Yuán) sono centrati sul Polo Nord Celeste e includono quelle stelle che potevano essere viste per tutto l'anno.
Le Ventotto Case (二十八宿, Èrshíbā Xiù) formano un sistema di coordinate eclittiche usato per le stelle non sempre visibili (dalla Cina) durante l'intero anno, in base al movimento della Luna lungo un mese lunare.

## Storia
Il sistema cinese si sviluppò indipendentemente dal sistema greco-romano almeno a partire dal V secolo a.C., sebbene vi possano essere state influenze reciproche anteriori, suggerite da paralleli con l'antica astronomia babilonese.
Il sistema delle ventotto case lunari è molto simile (sebbene non identico) al sistema dei Nakshatra indiani, e non è noto attualmente se vi sia stata influenza reciproca nella storia del sistema cinese e indiano.
Le più antiche carte celesti cinesi ancora esistenti risalgono alla dinastia Tang. Tra di esse sono notevoli il Trattato sull'astrologia dell'era Kaiyuan e la carta celeste di Dunhuang dell'VIII secolo a.C. Esse contengono raccolte di precedenti astronomi cinesi (Shi Shen, Gan De e Wu Xian) nonché di astronomia indiana (che aveva raggiunto la Cina nei primi secoli d.C.). Gan De fu un astronomo dell'era degli Stati combattenti (V secolo a.C.) che, secondo la testimonianza della carta celeste di Dunhuang enumerò 810 stelle in 138 asterismi. La stessa carta celeste di Dunhuang ha 1.585 stelle raggruppate in 257 asterismi.
Il numero di asterismi, o di stelle raggruppate in asterismi, non diventò mai fisso, ma rimase nello stesso ordine di grandezza (a fini di comparazione, il catalogo celeste compilato da Claudio Tolomeo nel II secolo aveva 1.022 stelle in 48 costellazioni). La carta celeste di Suzhou del XIII secolo aveva 1.565 stelle in 283 asterismi, il Cheonsang Yeolcha Bunyajido coreano del XIV secolo ha 1.467 stelle in 264 asterismi, e il globo celeste fatto dal gesuita fiammingo Ferdinand Verbiest per l'imperatore Kangxi nel 1673 ha 1.876 stelle in 282 asterismi.
Il cielo meridionale era sconosciuto agli antichi Cinesi e conseguentemente non è incluso nel sistema tradizionale. Con il contatto nel XVI secolo, Xu Guangqi, un astronomo della tarda dinastia Ming, introdusse altri 23 asterismi basati sull carte celesti europee. Anche gli asterismi del "Cielo Meridionale" (近南極星區) sono ora trattati come parte del sistema cinese tradizionale.

## Terminologia
La parola cinese per "stella, corpo celeste" è 星 xīng. Il carattere 星 è fonosemantico, la sua porzione ideografica è 晶 (il carattere per jīng "radiante luminoso"), che in origine descriveva tre stelle brillanti (tre volte il radicale "sole" 日).
Il termine cinese moderno per "costellazione" che si riferisce al sistema UAI è 星座 (xīng zuò, 座 essendo un classificatore per grandi oggetti inamovibili), mentre il termine 星官 xīng guān rimane riservato per il sistema tradizionale. Il carattere 官 significa "funzionario pubblico" (di qui la traduzione inglese "funzionari" per gli asterismi cinesi), ma è storicamente un glifo variante di 宮 gōng "tempio, palazzo", in origine un pittogramma di un grande edificio.
Il termine generico per "asterismo" è 星群 (xīng qún, letteralmente "gruppo di stelle").

## Tre Recinti
I Tre Recinti sono il Recinto della Porpora Proibita (紫微垣 Zǐ Wēi Yuán), il Recinto del Supremo Palazzo (微垣, Tài Wēi Yuán) e il Recinto del Mercato Celeste (天市垣, Tiān Shì Yuán).
Il Recinto della Porpora Proibita copre l'area più settentrionale del cielo notturno. Il Recinto del Supremo Palazzo giace a est e a nord di esso, mentre il Recinto del Mercato Celeste giace a ovest e a sud di esso.
I Tre Recinti sono denominati per sineddoche al posto degli asterismi che li separano, designati 垣 yuán "muretto, steccato; recinto" (da non confondere con la casa lunare "Muro" 壁):
- Muro Sinistro del Supremo Palazzo 太微左垣 (Vergine / Chioma di Berenice)
- Muro Destro del Supremo Palazzo 太微右垣 (Leone / Vergine)
- Muro Sinistro del Mercato Celeste 天市左垣 (Ercole / Serpente / Ofiuco / Aquila)
- Muro Destro del Mercato Celeste 天市右垣 (Serpente / Ofiuco / Ercole)

Il Recinto della Porpora Proibita occupa l'area più settentrionale del cielo notturno. Dal punto di vista degli antichi Cinesi, il Recinto della Porpora Proibita giace in mezzo al cielo ed è circondato da tutte le altre stelle. Copre le costellazioni moderne Orsa Minore, Drago, Giraffa, Cefeo, Cassiopeia, Auriga, Boote, e parti di Orsa Maggiore, Cani da Caccia, Leone Minore, Ercole.
Il Recinto del Supremo Palazzo copre le costellazioni moderne come Vergine, Chioma di Berenice e Leone, e parti di Cani da Caccia, Orsa Maggiore e Leone Minore.
Il Recinto del Mercato Celeste copre le costellazioni moderne Serpente, Ofiuco, Aquila e Corona Boreale e parti di Ercole.

## Le Ventotto Case

Una moderna carta celeste che mostra i tradizionali asterismi cinesi, con le 28 case indicate al confine di ogni emisfero.

Le Ventotto Case sono raggruppati in Quattro Simboli, ciascuno associato a una direzione della bussola e contenente sette case. I nomi e le stelle determinative sono:
| Quattro Simboli (四象)                      | Casa (宿) | Casa (宿)     | Casa (宿)             | Casa (宿)            |
| Quattro Simboli (四象)                      | Numero    | Nome (pinyin) | Traduzione            | Stella determinativa |
| ------------------------------------------- | --------- | ------------- | --------------------- | -------------------- |
| Drago Azzurro dell'Est (東方青龍) Primavera | 1         | 角 (Jiăo)     | Corno                 | α Vir                |
| Drago Azzurro dell'Est (東方青龍) Primavera | 2         | 亢 (Kàng)     | Collo                 | κ Vir                |
| Drago Azzurro dell'Est (東方青龍) Primavera | 3         | 氐 (Dī)       | Radice                | α Lib                |
| Drago Azzurro dell'Est (東方青龍) Primavera | 4         | 房 (Fáng)     | Stanza                | π Sco                |
| Drago Azzurro dell'Est (東方青龍) Primavera | 5         | 心 (Xīn)      | Cuore                 | σ Sco                |
| Drago Azzurro dell'Est (東方青龍) Primavera | 6         | 尾 (Wěi)      | Coda                  | μ Sco                |
| Drago Azzurro dell'Est (東方青龍) Primavera | 7         | 箕 (Jī)       | Setaccio              | γ Sgr                |
| Tartaruga Nera del Nord (北方玄武) Inverno  | 8         | 斗 (Dǒu)      | Mestolo (Meridionale) | φ Sgr                |
| Tartaruga Nera del Nord (北方玄武) Inverno  | 9         | 牛 (Niú)      | Bue                   | β Cap                |
| Tartaruga Nera del Nord (北方玄武) Inverno  | 10        | 女 (Nǚ)       | Ragazza               | ε Aqr                |
| Tartaruga Nera del Nord (北方玄武) Inverno  | 11        | 虛 (Xū)       | Vuoto                 | β Aqr                |
| Tartaruga Nera del Nord (北方玄武) Inverno  | 12        | 危 (Wēi)      | Tetto                 | α Aqr                |
| Tartaruga Nera del Nord (北方玄武) Inverno  | 13        | 室 (Shì)      | Accampamento          | α Peg                |
| Tartaruga Nera del Nord (北方玄武) Inverno  | 14        | 壁 (Bì)       | Muro                  | γ Peg                |
| Tigre Bianca dell'Ovest (西方白虎) Autunno  | 15        | 奎 (Kuí)      | Gambe                 | η And                |
| Tigre Bianca dell'Ovest (西方白虎) Autunno  | 16        | 婁 (Lóu)      | Legame                | β Ari                |
| Tigre Bianca dell'Ovest (西方白虎) Autunno  | 17        | 胃 (Wèi)      | Stomaco               | 35 Ari               |
| Tigre Bianca dell'Ovest (西方白虎) Autunno  | 18        | 昴 (Mǎo)      | Chioma                | 17 Tau               |
| Tigre Bianca dell'Ovest (西方白虎) Autunno  | 19        | 畢 (Bì)       | Rete                  | ε Tau                |
| Tigre Bianca dell'Ovest (西方白虎) Autunno  | 20        | 觜 (Zī)       | Becco di Tartaruga    | λ Ori                |
| Tigre Bianca dell'Ovest (西方白虎) Autunno  | 21        | 參 (Shēn)     | Tre Stelle            | ζ Ori                |
| Uccello Vermiglio del Sud (南方朱雀) Estate | 22        | 井 (Jǐng)     | Pozzo                 | μ Gem                |
| Uccello Vermiglio del Sud (南方朱雀) Estate | 23        | 鬼 (Guǐ)      | Fantasma              | θ Cnc                |
| Uccello Vermiglio del Sud (南方朱雀) Estate | 24        | 柳 (Liǔ)      | Salice                | δ Hya                |
| Uccello Vermiglio del Sud (南方朱雀) Estate | 25        | 星 (Xīng)     | Stella                | α Hya                |
| Uccello Vermiglio del Sud (南方朱雀) Estate | 26        | 張 (Zhāng)    | Rete Stesa            | υ¹ Hya               |
| Uccello Vermiglio del Sud (南方朱雀) Estate | 27        | 翼 (Yì)       | Ali                   | α Crt                |
| Uccello Vermiglio del Sud (南方朱雀) Estate | 28        | 軫 (Zhěn)     | Carro                 | γ Crv                |

## Gli asterismi meridionali (近南極星區)
Il cielo intorno al Polo sud celeste era sconosciuto per gli antichi Cinesi. Perciò, non fu incluso nel sistema dei Tre Recinti e delle Ventotto Case. Tuttavia, verso la fine della dinastia Ming, Xu Guangqi introdusse altri 23 asterismi basandosi sulla conoscenza delle carte celesti europee. Questi asterismi furono da allora incorporati nelle tradizionali carte celesti cinesi.
Gli asterismi sono:
| Nome italiano                   | Nome cinesi            | Numero delle stelle | Costellazione ellenistica      |
| ------------------------------- | ---------------------- | ------------------- | ------------------------------ |
| Mare e Montagna                 | 海山 (Hǎi Shān)        | 4                   | Carena/Centauro/Mosca/Vela     |
| Croce                           | 十字架 (Shí Zì Jià)    | 4                   | Croce del Sud                  |
| Coda di Cavallo                 | 馬尾 (Mǎ Wěi)          | 3                   | Centauro                       |
| Addome di Cavallo               | 馬腹 (Mǎ Fù)           | 3                   | Centauro                       |
| Vespa                           | 蜜蜂 (Mì Fēng)         | 4                   | Mosca                          |
| Triangolo                       | 三角形 (Sān Jiǎo Xíng) | 3                   | Triangolo Australe             |
| Uccello Esotico                 | 異雀 (Yì Què)          | 9                   | Uccello del Paradiso / Ottante |
| Pavone                          | 孔雀 (Kǒng Què)        | 11                  | Pavone                         |
| Persia                          | 波斯 (Bō Sī)           | 11                  | Indiano / Telescopio           |
| Coda di Serpente                | 蛇尾 (Shé Wěi)         | 4                   | Ottante / Idra Maschio         |
| Addome di Serpente              | 蛇腹 (Shé Fù)          | 4                   | Idra Maschio                   |
| Testa di Serpente               | 蛇首 (Shé Shǒu)        | 2                   | Idra Maschio / Reticolo        |
| Becco d'Uccello                 | 鳥喙 (Niǎo Huì)        | 7                   | Tucano                         |
| Gru                             | 鶴 (Hè)                | 12                  | Gru / Tucano                   |
| Fenice                          | 火鳥 (Huǒ Niǎo)        | 10                  | Fenice / Scultore              |
| Acqua Corrente Tortuosa         | 水委 (Shuǐ Wěi)        | 3                   | Eridano / Fenice               |
| Macchie Bianche nelle Vicinanze | 附白 (Fù Bái)          | 2                   | Idra Maschio                   |
| Macchie Bianche Attigue         | 夾白 (Jiā Bái)         | 2                   | Reticolo / Dorado              |
| Pesce Rosso                     | 金魚 (Jīn Yú)          | 5                   | Dorado                         |
| Scoglio di Mare                 | 海石 (Hǎi Dàn)         | 5                   | Carena                         |
| Pesce Volante                   | 飛魚 (Fēi Yú)          | 6                   | Pesce Volante                  |
| Barca Meridionale               | 南船 (Nán Chuán)       | 5                   | Carena                         |
| Piccolo Mestolo                 | 小斗 (Xiǎo Dǒu)        | 9                   | Camaleonte                     |

## Nomi tradizionali delle stelle cinesi
Gli antichi astronomi cinesi designarono sistematicamente i nomi per le stelle visibili, grosso modo più di mille anni prima che Johann Bayer lo facesse in modo simile. Fondamentalmente, ogni stella è assegnata a un asterismo. Poi viene un numero alle singole stelle in questo asterismo. Perciò, una stella è designata come "Nome dell'asterismo" + "Numero". La numerazione delle stelle in un asterismo, tuttavia, non è basata sulla magnitudine apparente di questa stella, ma piuttosto sulla sua posizione nell'asterismo. (Il sistema di Bayer talvolta usa effettivamente questo metodo cinese, soprattutto con le stelle dell'Orsa Maggiore, che sono tutte circa della stessa magnitudine.)
Per esempio, Altair è denominato 河鼓二 in cinese. 河鼓 è il nome dell'asterismo (letteralmente il Tamburo presso il Fiume). 二 è la designazione numerica (due). Perciò, essa letteralmente significa "la Seconda Stella del Tamburo presso il Fiume". (Bayer avrebbe potuto chiamare Altair "Beta Tympani Flumine" se avesse catalogato le costellazioni cinesi.)
Alcune stelle hanno anche nomi tradizionali, spesso legati alla mitologia o all'astrologia. Ad esempio, Altair è più comunemente noto come 牛郎星 o 牵牛星 (la Stella del Bovaro) in cinese, secondo la storia mitologica del Bovaro e della Tessitrice.
Queste designazioni sono ancora usate nella moderna astronomia cinese. Tutte le stelle per le quali in italiano sono usati i nomi tradizionali sono tradotti abitualmente con le loro designazioni cinesi tradizionali, piuttosto che traduzioni dei loro nomi di catalogo.

### In base alle costellazioni moderne dell'UAI
Quella che segue è una lista delle 88 costellazioni dell'UAI con la traduzione cinese dei loro nomi.
- Andromeda (仙女座)
- Altare (天壇座)
- Aquario (寶瓶座)
- Aquila (天鷹座)
- Ariete (白羊座)
- Auriga (御夫座)
- Balena (鯨魚座)
- Boote (牧夫座)
- Bussola (羅盤座)
- Cancro (巨蟹座)
- Cani da Caccia (獵犬座)
- Cane Maggiore (大犬座)
- Cane Minore (小犬座)
- Capricorno (摩羯座)
- Carena (船底座)
- Cassiopea (仙后座)
- Cavallino (小馬座)
- Centauro (半人馬座)
- Cefeo (仙王座)
- Camaleonte (蝘蜓座)

- Chioma di Berenice (后髮座)
- Cigno (天鵝座)
- Colomba (天鴿座)
- Corona Australe (南冕座)
- Corona Boreale (北冕座)
- Corvo (烏鴉座)
- Cratere (巨爵座)
- Croce (南十字座)
- Delfino (海豚座)
- Dorado (劍魚座)
- Drago (天龍座)
- Ercole (武仙座)
- Eridano (波江座)
- Fenice (鳳凰座)
- Fornace (天爐座)
- Freccia (天箭座)
- Gemelli (雙子座)
- Giraffa (鹿豹座)

- Gru (天鶴座)
- Idra (長蛇座)
- Idra Maschio (水蛇座)
- Indiano (印第安座)
- Leone (獅子座)
- Leone Minore (小獅座)
- Lepre (天兔座)
- Lince (天貓座)
- Lira (天琴座)
- Lucertola (蝎虎座)
- Lupo (豺狼座)
- Microscopio (顯微鏡座)
- Mosca (蒼蠅座)
- Ottante (南極座)
- Ofiuco (蛇夫座)
- Orione (獵戶座)
- Orsa Maggiore (大熊座)
- Orsa Minore (小熊座)
- Pavone (孔雀座)
- Pegaso (飛馬座)

- Perseo (英仙座)
- Pesce Volante (飛魚座)
- Pesci (雙魚座)
- Pesce australe (南魚座)
- Poppa (船尾座)
- Reticolo (網罟座)
- Sagittario (人馬座)
- Scorpione (天蝎座)
- Scultore (玉夫座)
- Scudo (盾牌座)
- Serpente (巨蛇座)
- Sestante (六分仪座)
- Toro (金牛座)
- Telescopio (望远镜座)
- Triangolo (三角座)
- Triangolo Australe (南三角座)
- Tucano (杜鵑座)
- Uccello del Paradiso (天燕座)
- Unicorno (麒麟座)
- Vela (船帆座)
- Vergine (室女座)